# Elisabetta Sirani
Elisabetta Sirani (Bolonha, 8 de janeiro de 1638 — Bolonha, 28 de agosto de 1665) foi uma pintora e gravurista barroca italiana. Pioneira para o contexto feminino durante a modernização de Bolonha, morreu de causas inexplicáveis aos 27 anos.